# Terremoto de Christchurch de febrero de 2011
El terremoto de Christchurch de 2011 (también conocido como terremoto de Canterbury) fue un terremoto de 6,3 grados de magnitud que sacudió la Isla Sur de Nueva Zelanda a las 12:51 del martes 22 de febrero de 2011 (hora local).
La ciudad más afectada fue Christchurch, ubicada a sólo 10 kilómetros del epicentro del sismo. Esa misma región había sido afectada por un terremoto de 7,0 MW el sábado 4 de septiembre de 2010.
Varios edificios de la ciudad se derrumbaron y otros resultaron muy dañados, entre ellos la catedral de Christchurch de culto anglicano y la catedral del Santísimo Sacramento de culto católico.
Ha sido el sismo con más víctimas en la historia neozelandesa tras el terremoto de Hawke's Bay, ocurrido el jueves 3 de febrero de 1931 que causó 256 fallecidos, puesto que ha dejado hasta el momento 166 muertos, decenas de heridos y más de 200 desaparecidos.
El daño ha sido evaluado en 12 mil millones de dólares entre indemnizaciones y reparaciones.

## Galería

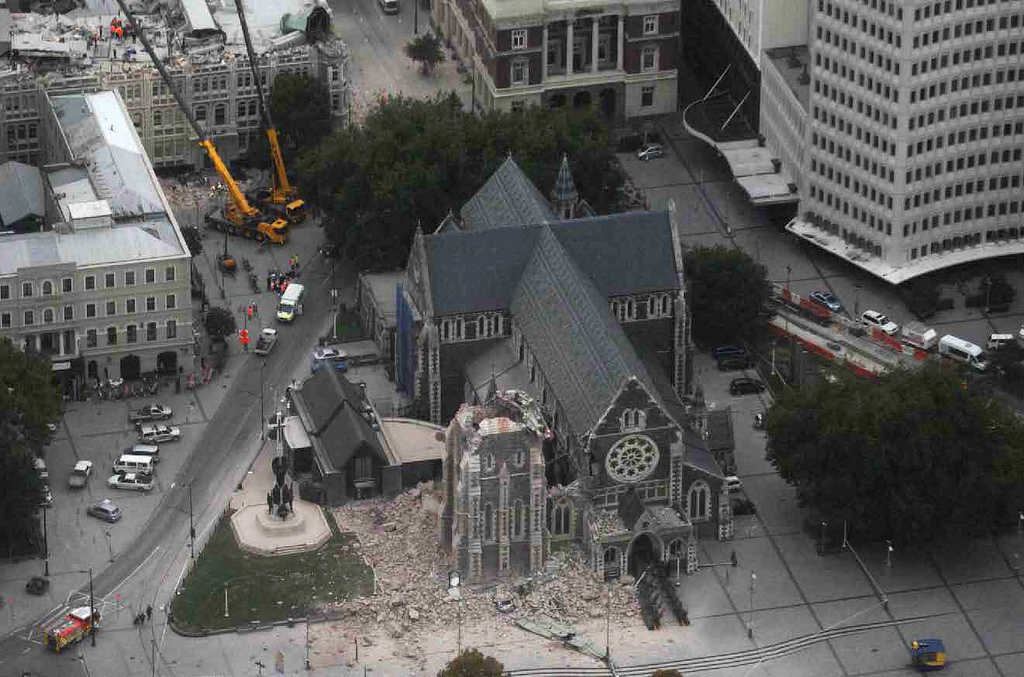
La catedral anglicana de Christchurch tras el terremoto de febrero de 2011, con su torre destruida.
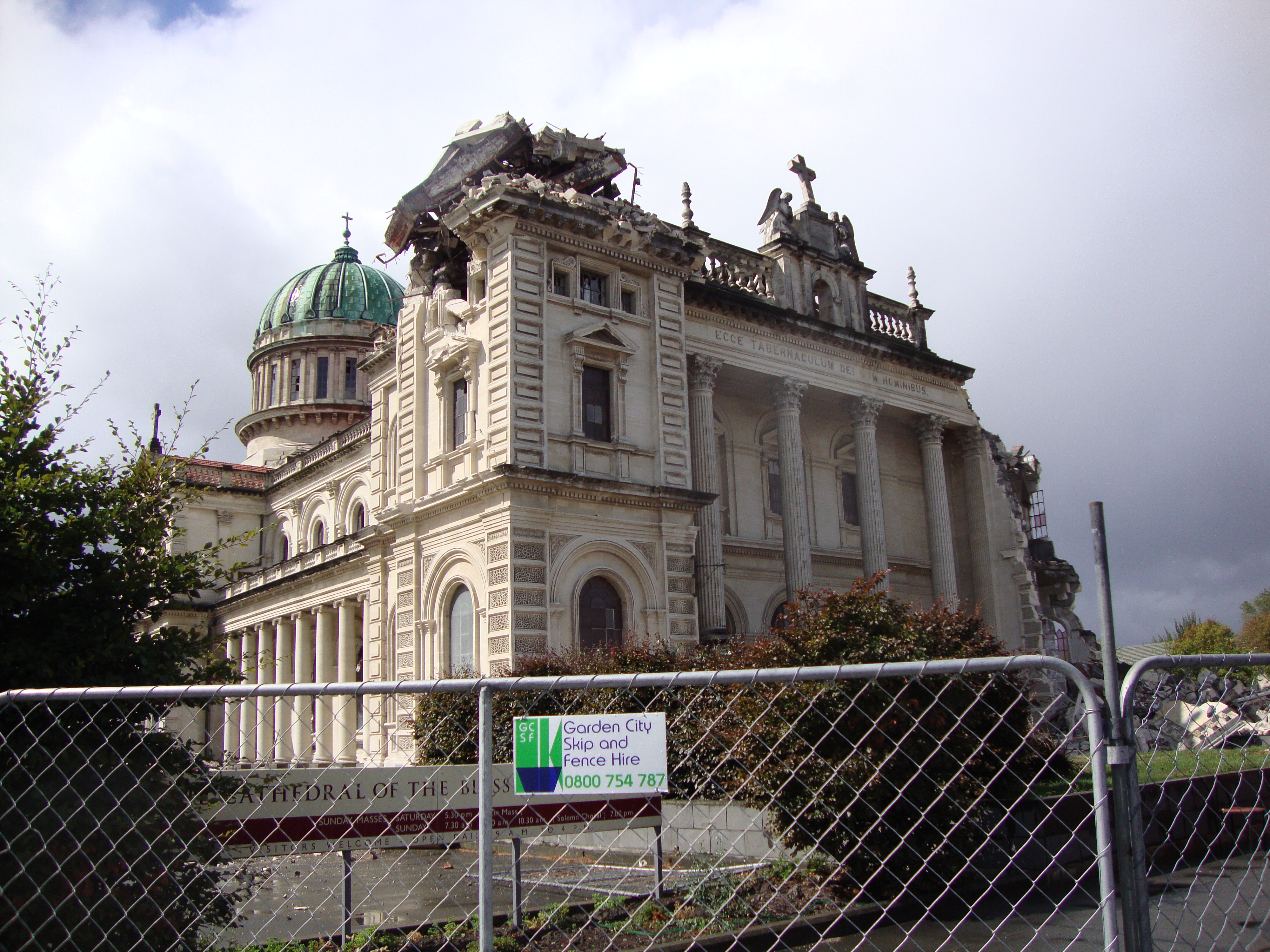
La catedral católica del Santísimo Sacramento tras el terremoto, donde se observa sus dos torres frontales prácticamente destruidas.